# Bajo otra bandera
Bajo otra bandera es el primer trabajo discográfico, perteneciente a la banda de punk rock argentina, llamada Pilsen. Este material fue grabado en Río de Janeiro entre fines de 1992 y comienzos de 1993 y fue producido por Ronnie Biggs, el histórico "ladrón de trenes", miembro de una banda que asaltó una carga que iba entre Glasgow a Londres en 1963. Además de Biggs, participó el exguitarrista de Sex Pistols, Steve Jones y la banda de punk alemana Die Toten Hosen. 
De este material, se destacan las canciones: «Pilsen», «Cucarachas para el desayuno» versión cover del tema de Irreal, «Pogo en el ascensor» y « Va por mí, va por vos».

## Lista de canciones
Todas las canciones escritas y compuestas por Pilsen, salvo "Cucarachas para el desayuno", de Beto Corradini. 
| N.º | Título                                            | Duración |  |
| 1.  | «Pogo en el ascensor»                             | 03:32    |  |
| 2.  | «Pilsen»                                          | 02:41    |  |
| 3.  | «Caramba, carajo ein whiskey (en Río de Janeiro)» | 01:17    |  |
| 4.  | «Cucarachas para el desayuno»                     | 02:41    |  |
| 5.  | «Marcados a fuego»                                | 03:17    |  |
| 6.  | «Seis novelas»                                    | 04:24    |  |
| 7.  | «Bajo otra bandera»                               | 03:34    |  |
| 8.  | «Dearest Madonna »                                                  | 03:02    |  |
| 9.  | «Va por mí, va por vos»                           | 03:30    |  |
| 10. | «Ella salto por la ventana»                       | 01:46    |  |
| 11. | «Otra cerveza»                                    | 03:45    |  |
| 12. | «Loco de placer »                                                  | 02:18    |  |
| 13. | «Pilsen»                                          | 02:41    |  |

## Créditos
- Pil Trafa (voz)
- Víctor "Tucán" Barauskas  (guitarra)
- Martín "Biko" di Tomaso (bajo)
- Sergio Vall (batería)